# ميتامورفوسيس جورنال
ميتامورفوسيس جورنال (بالإنجليزية Metamorphoses Journal) هي مجلة رقمية للأفكار والفلسفة والفنون والثقافة، وليدة منظمة ميتامورفوسيس والتي تعمل في الجانب الثقافي والعلاج النفسي وبناء القدرات.
تنشر ميتامورفوسيس مقالات جديدة كل يوم من أيام السنة، تصف ميتامورفوسيس نفسها ب "بينما نتأمل في ماضينا وننظر نحو المستقبل في عالم لم تعد فيه الأجوبة الأيدولوجية ملائمة بل ربما تدميرية أردنا أن نضع الكلمات في عدد قليل من الأفكار التي اعتقدنا أنها ذات معنى.
نهتم بمدى واسع من المواضع: الفلسفة بكافة فروعها (الميتافيزيقيا، الأخلاق، اللغة…الخ)، العلوم والتكنولوجية- من ناحية أثرها على حياتنا ومعنى هذه الاكتشافات-، السياسة كمنهج، والآداب والفنون. بالإضافة إلى الكرتون والقوائم". للمجلة مكاتب تحريرية في تركيا.
إن ميتامورفوسيس جورنال مؤسسة غير ربحية وأحد مشاريع مؤسسة رافاييل، وهي ملتزمة بالأفكار العظيمة، البحث الجاد، والمعنى المفيد.

## تاريخ
تأسست ميتامورفوسيس في سوريا في حزيران 2017 من قبل رافاييل لايساندر. في 12 حزيران 2019، أصبحت Metamorphoses Journal مؤسسة خيرية مسجلة لدى هيئة المؤسسات الخيرية وغير الربحية، في فئتي النهوض بالثقافة والنهوض بالتعليم.

## المنظمة
عام 2019 تحولت ميتامورفوسيس إلى العمل على الأرض مكرسة لمجالي التعليم والثقافة، مع التزام عميق بتغذية الفضول الفكري وتعزيز الإثراء الثقافي.
بالنظر إلى غياب ملاحق مراجعة الكتب التقليدية في الصحف، خاصة في السياق العربي، والتراجع الملحوظ في الكتابات النقدية المتعمقة حول مختلف الأشكال النصية، بدءًا من الأدب الخيالي وصولًا إلى القضايا السياسية، تم تبني مبادرة لإحياء هذا الفن النقدي. وبناءً على ذلك، تأسست "Mate Review of Books" كمنظمة مستقلة غير ربحية تسعى إلى الترويج للكتابات النقدية الدقيقة والمحفزة على التفكير، مع تغطية شاملة لكافة جوانب الأدب والفنون.
إلى جانب الجهود الأدبية، تبنت المنظمة مسؤولية اجتماعية عميقة، خاصة خلال الفترات العصيبة التي مرت بها المنطقة. فعند تفشي جائحة كوفيد-19 في تركيا وشمال سوريا، وفي ظل حالة الارتباك التي شهدتها المنظمات المحلية وعدم اليقين بشأن سياسات الإغلاق وحظر التجول، اتخذت خطوات سريعة للاستجابة لهذه الظروف. خصص بريد إلكتروني وخط هاتف لاستقبال استفسارات الجمهور، مما أتاح الفرصة لتقديم الدعم النفسي والمعلوماتي للأفراد الذين واجهوا الخوف والارتباك. كما وردت العديد من الرسائل من مختلف البلدان العربية، وتم تقديم استشارات للأفراد والقراء، فضلًا عن تسهيل التواصل مع مؤسسات متخصصة للحالات الأكثر تعقيدًا.
منذ عام 2019، صممت ونفذت برامج تعليمية متنوعة تلبي احتياجات شريحة واسعة من المتعلمين، بدءًا من ورش الكتابة الإبداعية وتعليم اللغات وصولًا إلى التدريب على التصميم الجرافيكي. ويتم تنفيذ هذه البرامج بالتعاون مع مراكز شريكة، مثل مركز شمال الثقافي، أو عبر الإنترنت. ومن خلال هذه المبادرات التعليمية، يتم تمكين الأفراد من تطوير مهاراتهم، وتعزيز قدراتهم الإبداعية، وتوسيع آفاقهم الفكرية. ويظل الالتزام بتمكين الأفراد من خلال التعليم وتنمية المهارات ركيزة أساسية في رؤية المنظمة.
عقب زلزال فبراير 2023 الذي ضرب تركيا وشمال سوريا، حصلت المنظمة على منحة من "اتجاهات"، مما أتاح الفرصة لإنشاء أول مركز ميداني. ويعكس هذا المركز القيم الجوهرية للمؤسسة، والمتمثلة في "التعلم، الشفاء، والنمو"، حيث يوفر بيئة آمنة خالية من الأيديولوجيات الجامدة. وخلال فترة المنحة، نفذت مبادرة رائدة  بالتعاون مع "القيامة الآن"، بهدف التدريب على توثيق التاريخ الشفهي، مما أسهم في تعميق الفهم لتراث المنطقة وتعزيز المشاركة المجتمعية في تشكيل الذاكرة التاريخية.
إضافةً إلى الجهود التعليمية، تولي المنظمة اهتمامًا بالغًا بالحفاظ على التراث الثقافي وتعزيزه. وإدراكًا للقيمة الجوهرية للتعبيرات الثقافية المتنوعة، يتم العمل بلا كلل لإنشاء منصات تحتفي بالإبداع البشري. ومن خلال المبادرات الثقافية، التي تشمل المهرجانات الأدبية، المعارض الفنية، ومشاريع توثيق التاريخ الشفهي، يتم السعي إلى سد الفجوات الثقافية وتعزيز التفاهم المتبادل، فضلًا عن الحفاظ على التقاليد التي تعكس الهوية المشتركة للمجتمعات.
باعتبارها منظمة غير ربحية، تستند جميع المبادرات إلى التزام حقيقي بتحقيق التنمية المجتمعية وتعزيز الروابط الثقافية. ومن خلال توفير برامج تعليمية وثقافية شاملة ومتاحة للجميع، تسهم المنظمة في التطوير الشامل للأفراد، مع تعزيز الشعور بالوحدة والاحترام المتبادل بين المجتمعات المتنوعة. ويظل هذا النهج شاهدًا على الدور الحيوي الذي تلعبه الثقافة والتعليم في بناء مستقبل أكثر إشراقًا وتناغمًا للجميع.
عام 2024 حصلت المنظمة، لجهودها في دمج الثقافة مع الدعم النفسي والتعليم، على جائزة رواد الإبداع العالمية من بين أكثر من 2100 منظمة من حول العالم، ووضعت خريطة شوريا على خريطة الإبداع العالمي.

## بنية المجلة
يتكون محتوى ميتامورفوسيس من مقالات طويلة ودقيقة ومقالات تعريفية بالثقافة الجادة مثل التعريف بالأعمال الفنية التشكيلية، والتعريف بالأفلام المهمة، والتعريف بالموسيقا المؤثرة، وكذلك شرح للمصطلحات والأفكار الفلسفية.

## مبادئ المنظمة
الحقيقة أولاً
إقناع الناس بصلة الفلسفة بحياتنا اليومية وأنها ليست مواضيع صعبة ومعقدة لا يفهمها إلى المختصون لذلك نستخدم اسلوبًا سهل وممتع، لكن الحقيقة والتقارير والتحليلات النزيهة، هي الأكثر أهمية بالنسبة لنا، حتى لو تطلب ذلك التخلي عن السرد المثير.
مواصلة التعلم بدلاً من الركون للمسلمات
اليقين مطمئن ومريح مما يجعله حاجزًا أمام استمرارية التعلم والاكتشاف. بالنسبة لنا، يجب أن تكون نهاية كل مقالة بداية محادثة، ونهاية كل محادثة بداية محادثة أو قضية جديدة.
تجاوز ما يحدث لما يهم
تركز معظم المجلات والمنشورات الإعلامية على نقل الأحداث الآنية كخبر مجرد بينما نحاول تجاوز محدودية الأحداث والتركيز على معناها في حيواتنا الآن وفي المستقبل.
تبني مجموعة متنوعة من وجهات النظر
لا توجد فرضية كاملة على الإطلاق، ولا توجد حجة مثالية تمامًا، والمناظرات تستحق أن تستمتر بدل أن تنتهي. لذا لا يمكننا الاعتماد على وجهة نظر واحدة، أو حتى على “توازن” اثنين. يمكن أن تأتي الأفكار والملاحظات والنقاط ونقاط المواجهة المهمة من أي مكان لذا يجب علينا النظر إليها في كل مكان.
الحيادية
لا تنتمي المجلة إلى أي حزب أو زمرة، وتسعى دائماً إلى الإبقاء على العنصر الأخلاقي الذي يتجاوز جميع الأشخاص والأحزاب. لن تصنف نفسها مع أي طائفة من الطوائ، ولكن فقط مع تلك الرؤية التي هي لصالح الحرية والتقدم والشرف.
الأفكار لها عواقب
وأحيانًا عواقب تاريخية وعالمية؛ والمعرفة التي لدينا عن العالم جزئية ومؤقتة، لذا يجب أت تخضع للتحليل والتدقيق والمراجعة دون استهتار.